# Nick Pope
Nicholas David Pope (Soham, 19 april 1992) is een Engels voetballer die speelt als doelman. In juli 2022 verruilde hij Burnley voor Newcastle United. Pope maakte in 2018 zijn debuut in het Engels voetbalelftal.

## Clubcarrière
Pope speelde in de jeugd bij Ipswich Town, maar in 2008 moest hij de jeugdopleiding verlaten waarna hij bij Bury Town ging spelen. Hier werd hij gescout door Charlton Athletic, dat hem drie jaar later een nieuwe kans gaf in het profvoetbal. Achtereenvolgens werd de doelman verhuurd aan Welling United en Cambridge United. Hierna maakte Pope zijn debuut voor Charlton. Op 4 mei 2013 werd met 4–1 gewonnen van Bristol City en Pope viel na negenenzestig minuten spelen in voor de geblesseerde David Button. Hierna wist hij voor het restant van de wedstrijd zijn doel schoon te houden. Hierna huurde Aldershot Town hem. Na Aldershot volgde York City om hem op huurbasis over te nemen.
Na een periode waarin hij acht competitieduels speelde voor Charlton werd Pope in januari 2015 verhuurd aan Bury voor de rest van het seizoen 2014/15. Na zijn terugkeer kreeg de doelman meer speeltijd en hij kwam tot vierentwintig competitiewedstrijden. Hiermee overtuigde Pope Burnley genoeg voor een overname. Bij zijn nieuwe club zette hij zijn handtekening onder een verbintenis voor de duur van vier seizoenen, met een optie op een jaar extra. In zijn eerste seizoen bij Burnley kwam de sluitpost niet in actie, maar in de tweede jaargang raakte eerste doelman Tom Heaton geblesseerd waarna Pope op doel terechtkwam. Uiteindelijk miste hij slechts drie competitieduels van het seizoen 2017/18. Aan het einde van het seizoen werd hij verkozen tot speler van het jaar. Pope moest door blessureleed bijna het gehele seizoen 2018/19 aan zich voorbij laten gaan. Na afloop van die jaargang verlengde de doelman zijn verbintenis tot medio 2023. In de zomer van 2022 maakte Pope voor een bedrag van circa elfenhalf miljoen euro de overstap naar Newcastle United, waar hij zijn handtekening zette onder een verbintenis voor de duur van vier seizoenen.

## Clubstatistieken
| Seizoen | Club               | Competitie         | Competitie | Competitie | Beker | Beker | Internationaal | Internationaal | Totaal | Totaal |
| Seizoen | Club               | Competitie         | Wed.       | Dlp.       | Wed.  | Dlp.  | Wed.           | Dlp.           | Wed.   | Dlp.   |
| ------- | ------------------ | ------------------ | ---------- | ---------- | ----- | ----- | -------------- | -------------- | ------ | ------ |
| 2011/12 | Charlton Athletic  | Championship       | 0          | 0          | 0     | 0     | —              | —              | 0      | 0      |
| 2011/12 | → Welling United   | Conference South   | 4          | 0          | 0     | 0     | —              | —              | 4      | 0      |
| 2012/13 | → Cambridge United | Conference Premier | 9          | 0          | 0     | 0     | —              | —              | 9      | 0      |
| 2012/13 | Charlton Athletic  | Championship       | 1          | 0          | 0     | 0     | —              | —              | 1      | 0      |
| 2013/14 | → Aldershot Town   | Conference Premier | 5          | 0          | 0     | 0     | —              | —              | 5      | 0      |
| 2013/14 | → York City        | League Two         | 24         | 0          | 0     | 0     | —              | —              | 24     | 0      |
| 2014/15 | Charlton Athletic  | Championship       | 8          | 0          | 1     | 0     | —              | —              | 9      | 0      |
| 2014/15 | → Bury             | League Two         | 22         | 0          | 0     | 0     | —              | —              | 22     | 0      |
| 2015/16 | Charlton Athletic  | Championship       | 24         | 0          | 4     | 0     | —              | —              | 28     | 0      |
| 2016/17 | Burnley            | Premier League     | 0          | 0          | 4     | 0     | —              | —              | 4      | 0      |
| 2017/18 | Burnley            | Premier League     | 35         | 0          | 3     | 0     | —              | —              | 38     | 0      |
| 2018/19 | Burnley            | Premier League     | 0          | 0          | 2     | 0     | 1              | 0              | 3      | 0      |
| 2019/20 | Burnley            | Premier League     | 38         | 0          | 0     | 0     | —              | —              | 38     | 0      |
| 2020/21 | Burnley            | Premier League     | 32         | 0          | 1     | 0     | —              | —              | 33     | 0      |
| 2021/22 | Burnley            | Premier League     | 36         | 0          | 3     | 0     | —              | —              | 39     | 0      |
| 2022/23 | Newcastle United   | Premier League     | 37         | 0          | 5     | 0     | —              | —              | 42     | 0      |
| 2023/24 | Newcastle United   | Premier League     | 15         | 0          | 1     | 0     | 5              | 0              | 21     | 0      |
| 2024/25 | Newcastle United   | Premier League     | 28         | 0          | 4     | 0     | —              | —              | 32     | 0      |
| Totaal  | Totaal             | Totaal             | 318        | 0          | 28    | 0     | 6              | 0              | 352    | 0      |

Bijgewerkt op 18 juni 2025.

## Interlandcarrière
Pope werd in maart 2018 voor het eerst opgeroepen voor het Engels voetbalelftal, voor oefeninterlands tegen Nederland en Italië. Tijdens deze twee duels kwam de doelman niet in actie. Twee maanden later werd hij door bondscoach Gareth Southgate opgenomen in de selectie van Engeland voor het wereldkampioenschap in Rusland. Pope maakte op 7 juni 2018 zijn debuut in het nationale elftal, toen door doelpunten van Marcus Rashford en Danny Welbeck met 2–0 gewonnen werd van Costa Rica. Hij begon op de reservebank en mocht van bondscoach Gareth Southgate na vijfenzestig minuten invallen voor Jack Butland. De andere debutant dit duel was Trent Alexander-Arnold (Liverpool). Pope kwam tijdens het WK, waarin Engeland vierde werd, niet in actie. Hij kreeg op 17 november 2019 voor het eerst een basisplaats in het Engelse nationale team, in een met 0–4 gewonnen kwalificatiewedstrijd voor het EK 2020 in en tegen Kosovo. Pope werd op 28 maart 2021 de eerste Engelse doelman ooit die in zijn eerste zes interlands in de nationale ploeg geen enkele tegengoal kreeg.
In november 2022 werd Pope door Southgate opgenomen in de selectie voor het WK 2022. Tijdens dit WK werd Engeland door Frankrijk uitgeschakeld in de kwartfinales nadat in de groepsfase gewonnen was van Iran en Wales en gelijkgespeeld tegen de Verenigde Staten en in de achtste finales Senegal was uitgeschakeld. Pope kwam niet in actie. Zijn toenmalige clubgenoten Kieran Trippier, Callum Wilson (beiden eveneens Engeland), Bruno Guimarães (Brazilië) en Fabian Schär (Zwitserland) waren ook actief op het toernooi.
| Interlands van Nick Pope voor Engeland | Interlands van Nick Pope voor Engeland | Interlands van Nick Pope voor Engeland | Interlands van Nick Pope voor Engeland | Interlands van Nick Pope voor Engeland | Interlands van Nick Pope voor Engeland |
| №                                      | Datum                                  | Wedstrijd                              | Uitslag                                | Competitie                             | Goals                                  |
| Als speler bij Burnley                 | Als speler bij Burnley                 | Als speler bij Burnley                 | Als speler bij Burnley                 | Als speler bij Burnley                 | Als speler bij Burnley                 |
| -------------------------------------- | -------------------------------------- | -------------------------------------- | -------------------------------------- | -------------------------------------- | -------------------------------------- |
| 1                                      | 7 juni 2018                            | Engeland – Costa Rica                  | 2 – 0                                  | Vriendschappelijk                      |                                        |
| 2                                      | 17 november 2019                       | Kosovo – Engeland                      | 0 – 4                                  | EK 2020 kwalificatie                   |                                        |
| 3                                      | 8 oktober 2020                         | Engeland – Wales                       | 3 – 0                                  | Vriendschappelijk                      |                                        |
| 4                                      | 12 november 2020                       | Engeland – Ierland                     | 3 – 0                                  | Vriendschappelijk                      |                                        |
| 5                                      | 25 maart 2021                          | Engeland – San Marino                  | 5 – 0                                  | WK 2022 kwalificatie                   |                                        |
| 6                                      | 28 maart 2021                          | Albanië – Engeland                     | 0 – 2                                  | WK 2022 kwalificatie                   |                                        |
| 7                                      | 31 maart 2021                          | Engeland – Polen                       | 2 – 1                                  | WK 2022 kwalificatie                   |                                        |
| 8                                      | 29 maart 2022                          | Engeland – Ivoorkust                   | 3 – 0                                  | Vriendschappelijk                      |                                        |
| Als speler bij Newcastle United        |                                        |                                        |                                        |                                        |                                        |
| 9                                      | 23 september 2022                      | Italië – Engeland                      | 1 – 0                                  | Vriendschappelijk                      |                                        |
| 10                                     | 26 september 2022                      | Engeland – Duitsland                   | 3 – 3                                  | Nations League 2022/23                 |                                        |

Bijgewerkt op 18 juni 2025.

## Trivia
- Voor zijn profcarrière werkte Pope onder andere als melkboer.[16]